# Argyria vestalis
Argyria vestalis là một loài bướm đêm trong họ Crambidae.